# Nampula
Nampula   este un oraș  în  partea de NE a Mozambicului. Este reședința  provinciei  Nampula.

## Personalități născute aici
- Paulo Fonseca (n. 1979), fotbalist, antrenor portughez.